# Saint-Genest-Malifaux
 Saint-Genest-Malifaux  es una población y comuna francesa, situada en la región de Ródano-Alpes, departamento de Loira, en el distrito de Saint-Étienne y cantón de Saint-Genest-Malifaux.

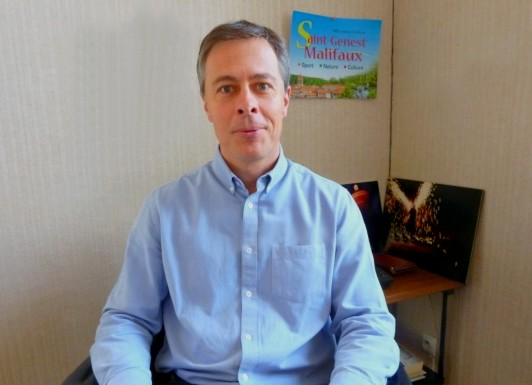
El alcalde Vincent Ducreux (2014-2020)

## Demografía
| 1769 | 1749 | 1759 | 2199 | 2384 | 2691 |
| Para los censos de 1962 a 1999 la población legal corresponde a la población sin duplicidades (Fuente: INSEE [Consultar]) |      |      |      |      |      |